# Single (New Kids on the Block)
Single è un singolo collaborativo del gruppo musicale statunitense New Kids on the Block e del cantante statunitense Ne-Yo, pubblicato nel 2008.

## Il brano
Il brano è stato scritto da Shaffer Smith (Ne-Yo) e Jamal Jones (Polow da Don), con quest'ultimo anche produttore.
La canzone è stata estratta come singolo dei New Kids on the Block dall'album The Block, ma è stata incisa anche da Ne-Yo in versione solista per il suo album Year of the Gentleman.

## Tracce
- Promo CD

1. Single [LP Version]

- Promo CD 2

1. Single [Radio Edit - No Intro]
2. Single [Album Version]

## Video
Il videoclip della canzone è stato diretto da Benny Boom. Esso è ambientato a Las Vegas e vede la partecipazione di Yasmin Deliz.